# Piz Ftur
Der Piz Ftur ist ein Berg im Engadin im Schweizer Kanton Graubünden, östlich von Zernez.
Sein Gipfel ist 3022 m ü. M. hoch. An der Südseite des Berges liegt im Schweizerischen Nationalpark das steile, weglose Val Ftur mit dem Bach Ova da Val Ftur. An der Nordseite liegt das Val Sampuoir, ein rechtes Seitental des Unterengadins, mit dem Bach Aua da Sampuoir. Über den Gipfel verläuft die Grenze der politischen Gemeinden Scuol und Zernez.